# Belaygue
Der Belaygue ist ein kleiner Fluss in Frankreich, der im Nordteil des Départements Dordogne (Region Nouvelle-Aquitaine) verläuft. Er entspringt im Gemeindegebiet von Cantillac und mündet nach rund 9 Kilometern an der Gemeindegrenze von La Gonterie-Boulouneix und Saint-Julien-de-Bourdeilles als linker Nebenfluss in den Boulou. Sein durchschnittliches Gefälle beträgt 5,9 m/km. Der Belaygue gehört zum Flusssystem Isle-Dronne.

## Hydronymie
Der Belaygue und die an ihm gelegene Abtei wurde im Jahr 1249 in seiner latinisierten Form als Bella Agua bezeichnet, d. h. schönes Wasser. Dieses Hydronym ist nicht zu werwechseln mit dem Toponym Beulaygues, das mit trinkt Wasser übersetzt werden kann und somit ein schwammartig feuchtes Gelände nahelegt.

## Durchflossene Gemeinden
Bedingt durch den Erlass vom 6. November 2018 zur Neuregelung der Gemeinden im Département Dordogne durchfließt der Belaygue jetzt nur noch eine Gemeinde – Brantôme en Périgord. Die Quelle befand sich vormals auf dem Gebiet der Commune déléguée Cantillac. Nach Durchqueren der Commune déléguée La Gonterie-Boulouneix mündet der Belaygue östlich von La Verrerie auf dem Gebiet der Commune déléguée Saint-Julien-de-Bourdeilles linksseitig in den Boulou.
Im Kanton Brantôme en Périgord:
- Cantillac (Quelle)
- Brantôme
- Saint-Crépin-de-Richemont
- La Gonterie-Boulouneix
- Saint-Julien-de-Bourdeilles (Mündung).

Die Commune déléguées Brantôme und Saint-Crépin-de-Richemont werden nur ganz kurz berührt.

## Verlauf

Die Flussordnung nach Strahler

Der Belaygue entspringt als Pré Pinson auf 159 Meter Meerhöhe an der Nordseite des Mont Saint-Jean in der Commune déléguée Cantillac. Die anfängliche Fließrichtung ist Südwest. Nach 2 Kilometer unterquert der Pré Pinson die D 939 östlich von Puy-Henry. Nach weiteren 750 Metern nimmt er südlich von Puy-Henry seinen einzigen rechten, 1,41 Kilometer langen Seitenarm auf und wird fortan als Belaygue bezeichnet. Der Belaygue durchquert sodann die gleichnamige Ortschaft, sein Tal weitet sich und vertieft sich gleichzeitig auf den nächsten 5,5 Kilometern um 30 bis 60 Meter in die umliegenden Kalkhanglagen – bis hin zur Mündung in den Boulou. Knapp 300 Meter zuvor überspannt ihn eine Brücke, die vom Fernwanderweg GR 36 von Périgueux nach Angoulême benutzt wird. Die Mündung in den Boulou befindet sich auf 103 Meter Meerhöhe und lag vormals auf der Grenze zwischen La Gonterie-Boulouneix und Saint-Julien-de-Bourdeilles. Die letzten beiden Kilometer des Belaygues dienten hierbei als Grenze zwischen den beiden ehemaligen Gemeinden.
Der Belaygue inklusive Pré Pinson hat eine Gesamtlänge von 9,47 Kilometer. Bei einem Höhenverlust von 56 Meter beträgt sein Sohlgefälle somit 5,91 Meter/Kilometer oder 5,91 ‰. Die Fließrichtung ist generell Nordost-Südwest. Da der Belaygue nur einen Seitenarm besitzt, ist seine Flussordnungszahl nach Strahler 2.

## Geologie

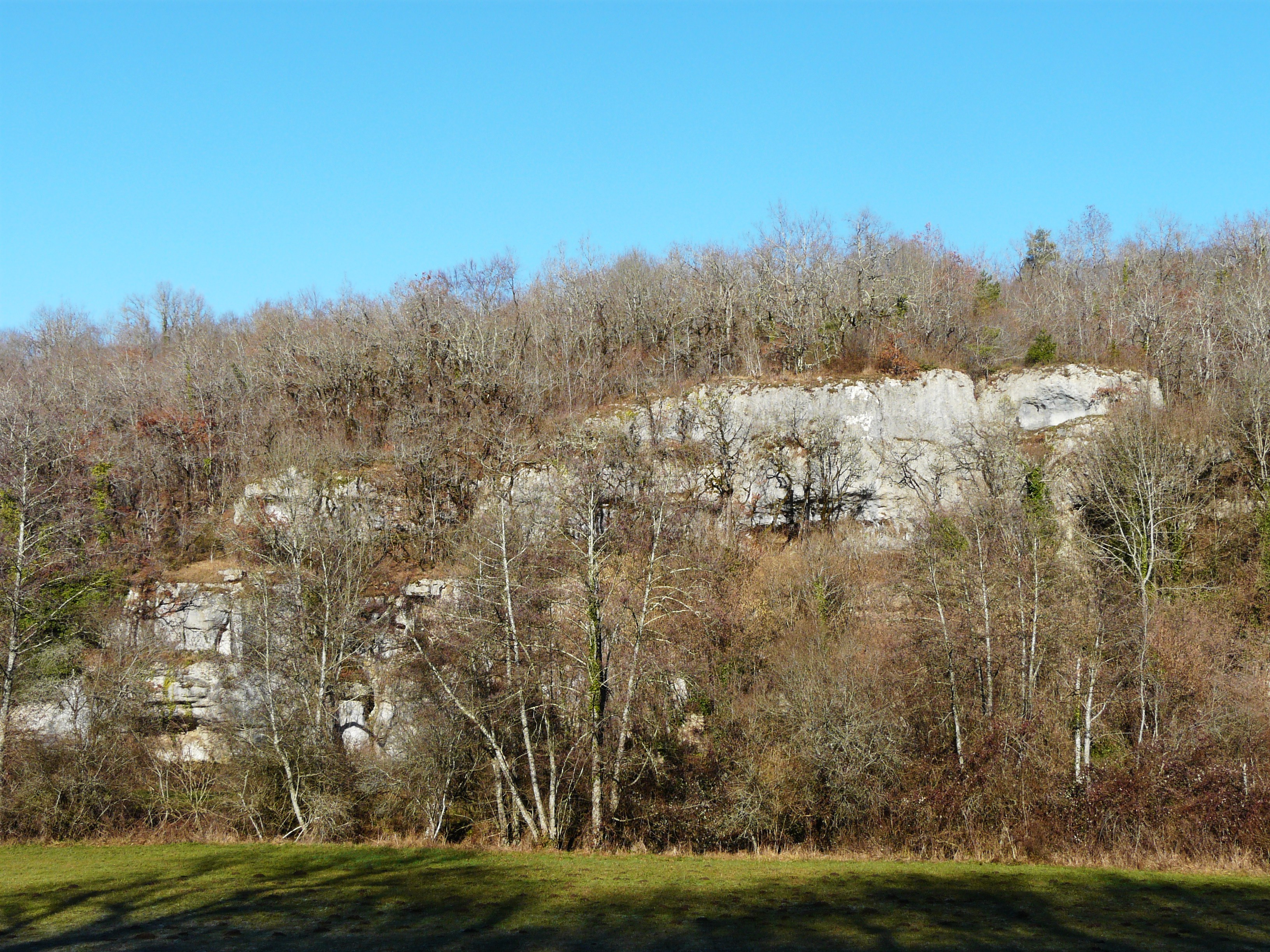
Steilwand im Coniacium am Belaygue bei Le Moulin de Lafaye

Der Belaygue durchfließt flachliegende Schichten aus der Oberkreide, die strukturell der Combiers-Saint-Crépin-de-Richemont-Synklinale angehören (nördliches Aquitanisches Becken). Sein Quellgebiet liegt jedoch in  den die Oberkreide verhüllenden Lockersedimenten (pleistozänes Kolluvium – Formation AC). Nordwestlich von Puybertro wird dann erstmals Obersanton (Formation c5b-c) angetroffen. Nur wenig weiter wird die Ostnordost-streichende Mareuil-Störung gequert, an der weiter südlich anstehendes Untersanton (Formation c5a) angehoben wurde. Diese Störung stellt die östliche Verlängerung der Mareuil-Antiklinale dar. In der Talung selbst liegt hier bereits holozänes Alluvium (Formation K). Südöstlich und südlich von Puy-Henry erscheint dann Coniacium (Formation c4), dem der Belaygue bis zu seiner Mündung folgt, sich aber immer tiefer in dessen harte Fossilkalke einschneidet. Als Folgeerscheinung haben sich entlang des Flusslaufs Steilwände, kleinere Höhlen und Abris gebildet.
Auf eine südliche Abzweigung der Mareuil-Störung trifft der Fluss beim Ort Belaygue, welche aber mehr nach Südost verläuft. Sie macht sich an den streuenden Einfallswerten im Coniacium bemerkbar. Die generelle Einfallsrichtung beträgt 6 bis 10° nach Südwest, die Störung ändert jedoch die Einfallswerte auf 12° nach Nordwest und sogar in die entgegengesetzte Richtung auf 8° nach Nordost. Der hier zwischen den beiden Störungen eingequetschte Schollenbereich ist leicht herausgehoben.

## Ökologie

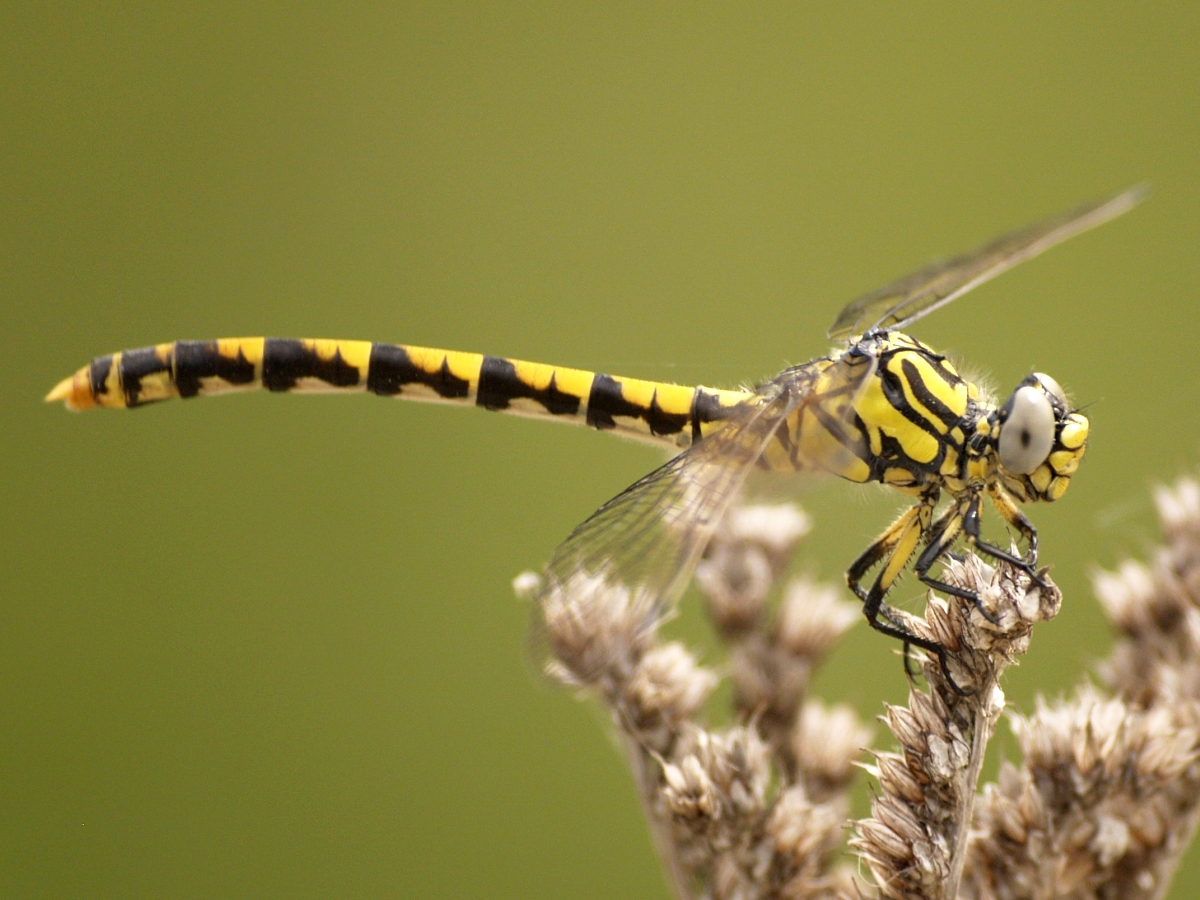
Weibchen der Großen Zangenlibelle (Onychogomphus uncatus)

### Schutzgebiete
Entlang dem Belaygue befinden sich zwei Schutzgebiete (ZNIEFF – Französisch zone naturelle d'intérêt écologique, faunistique et floristique).

#### Schutzgebiet des Typus 1
Unter der Bezeichnung Réseau hydrographique et coteaux du Boulou aval (Entwässerungsnetz und Hanglagen am talabwärtigen Boulou) fungiert ein Schutzgebiet des Typus 1. Unter Schutz stehen ab Clos du Pont bei Boulouneix der Flusslauf, seine Talung sowie die anliegenden Wiesen.
Für  dieses Schutzgebiet sind 31 Arten ausschlaggebend, darunter
- die 10 Insektenarten Helm-Azurjungfer (Coenagrion mercuriale), Südlicher Kurzgeschwänzter Bläuling (Cupido alcetas), Quendel-Ameisenbläuling (Phengaris arion), Zweigestreifte Quelljungfer (Cordulegaster boltonii), Großer Feuerfalter (Lycaena dispar), Skabiosen-Scheckenfalter (Euphydryas aurinia), Gemeine Keiljungfer (Gomphus vulgatissimus), Fleckenbindiger Halsbock (Pachytodes erraticus), Große Zangenlibelle (Onychogomphus uncatus) und Kleiner Schillerfalter (Apatura ilia)
- 7 Säugetierarten (davon 4 Fledermausarten), hierunter Kleinfleck-Ginsterkatze (Genetta genetta), Fischotter (Lutra lutra) und Europäischer Nerz (Mustela lutreola) sowie die Fledermäuse Große Hufeisennase (Rhinolophus ferrumequinum), Großer Abendsegler (Nyctalus noctula), Kleine Hufeisennase (Rhinolophus hipposideros) und Bechsteinfledermaus (Myotis bechsteinii)
- die 7 Vogelarten Wasseramsel (Cinclus cinclus), Wanderfalke (Falco peregrinus), Waldohreule (Asio otus), Steinsperling (Petronia petronia), Mittelspecht (Leiopicus medius), Schwarzspecht (Dryocopus martius) und Hohltaube (Columba oenas)
- die 6 Amphibien Gemeine Geburtshelferkröte  (Alytes obstetricans), Grasfrosch (Rana temporaria), Westlicher Schlammtaucher (Pelodytes punctatus), Europäischer Laubfrosch (Hyla arborea), Gelbbauchunke (Bombina variegata) und Marmormolch (Triturus marmoratus)
- die Schildkrötenart Europäische Sumpfschildkröte (Emys orbicularis).

Charakteristisch sind außerdem die beiden Pflanzenarten Herbstzeitlose (Colchicum autumnale) und Schachblume (Fritillaria meleagris).
Daneben werden aber noch weitere zahlreiche Tier- und Pflanzenarten rezensiert, darunter 6 Amphibien, 6 Reptilien, 69 Vogelarten, 307 Insektenarten und 40 Pflanzenarten.

#### Schutzgebiet des Typus 2
Das Schutzgebiet des Typus 1 bildet unter dem Titel Vallée et coteaux du Boulou Teil eines ausgedehnteren Schutzgebiets des Typus 2. Am Belaygue betrifft es insbesondere die Hanglagen von La Plagne und von der mittlerweile zerfallenen Mühle Le Moulin de Lafaye. Seine Feuchtzonen sind von nationalem Interesse wegen der ausgesprochen reichhaltigen Insektenarten – insbesondere von Libellen.

## Geschichte
In der zweiten Eisenzeit zwischen 600 und 500 v. Chr. bestand auf dem Roc Plat etwas nördlich der Bouloumündung ein Oppidum. Überreste aus der Römerzeit wurden im Friedhof von Boulouneix entdeckt. Mit dem Entstehen der frühmittelalterlichen Dorfstrukturen um das Jahr 1000 ging im 12. Jahrhundert der Bau der romanischen Kirche Notre-Dame von Boulouneix sowie des Priorats Saint-Jean der Benediktiner in Belaygue einher.

## Sehenswürdigkeiten am Fluss
- Die romanische Kirche Notre-Dame von Boulouneix, Commune déléguée La Gonterie-Boulouneix
- Das verfallene Benediktinerpriorat Saint-Jean von Belaygue, Commune déléguée La Gonterie-Boulouneix.

## Photogalerie

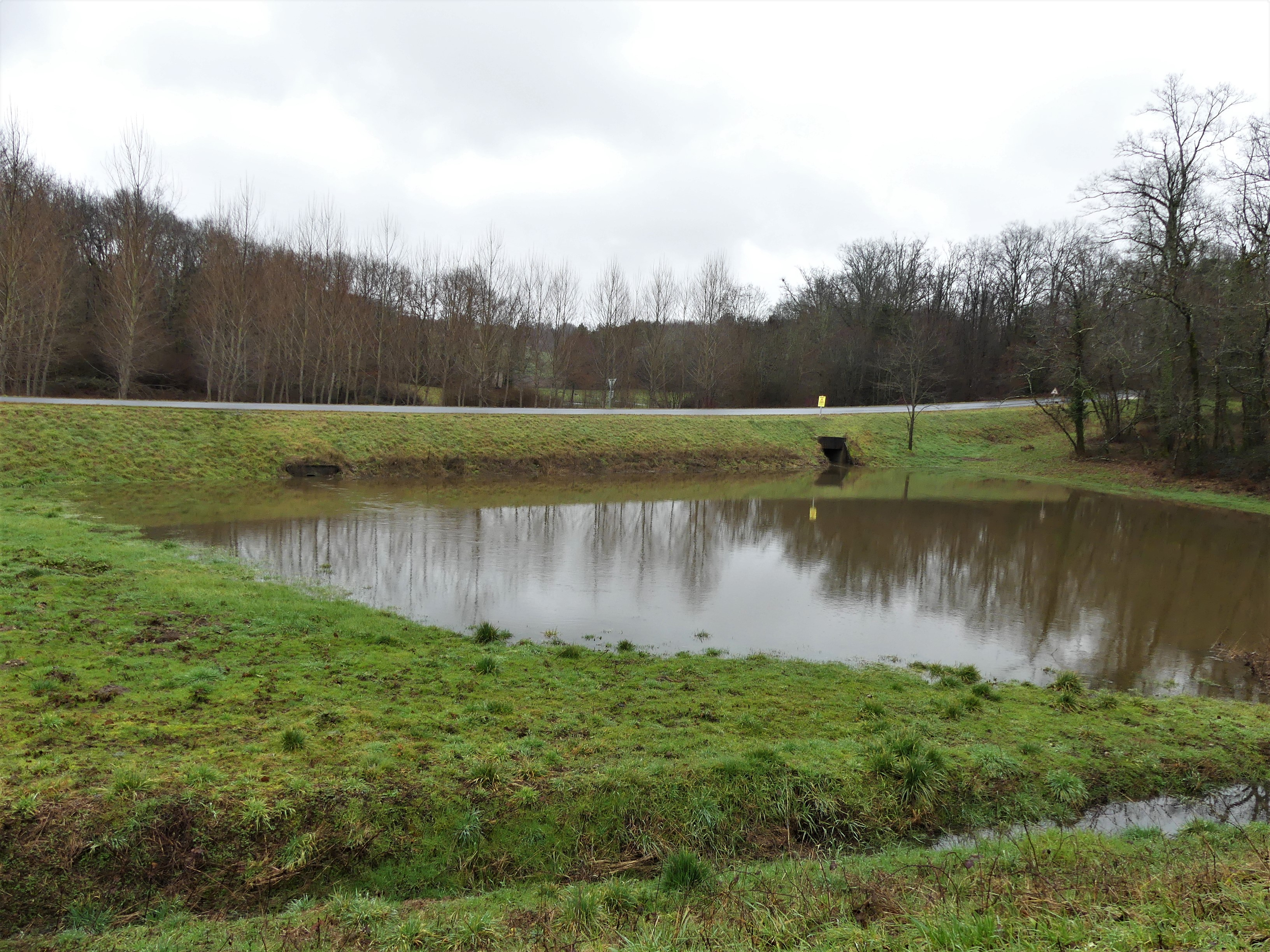
Frühjahrsüberschwemmung am Pré Pinson oberhalb der D 939
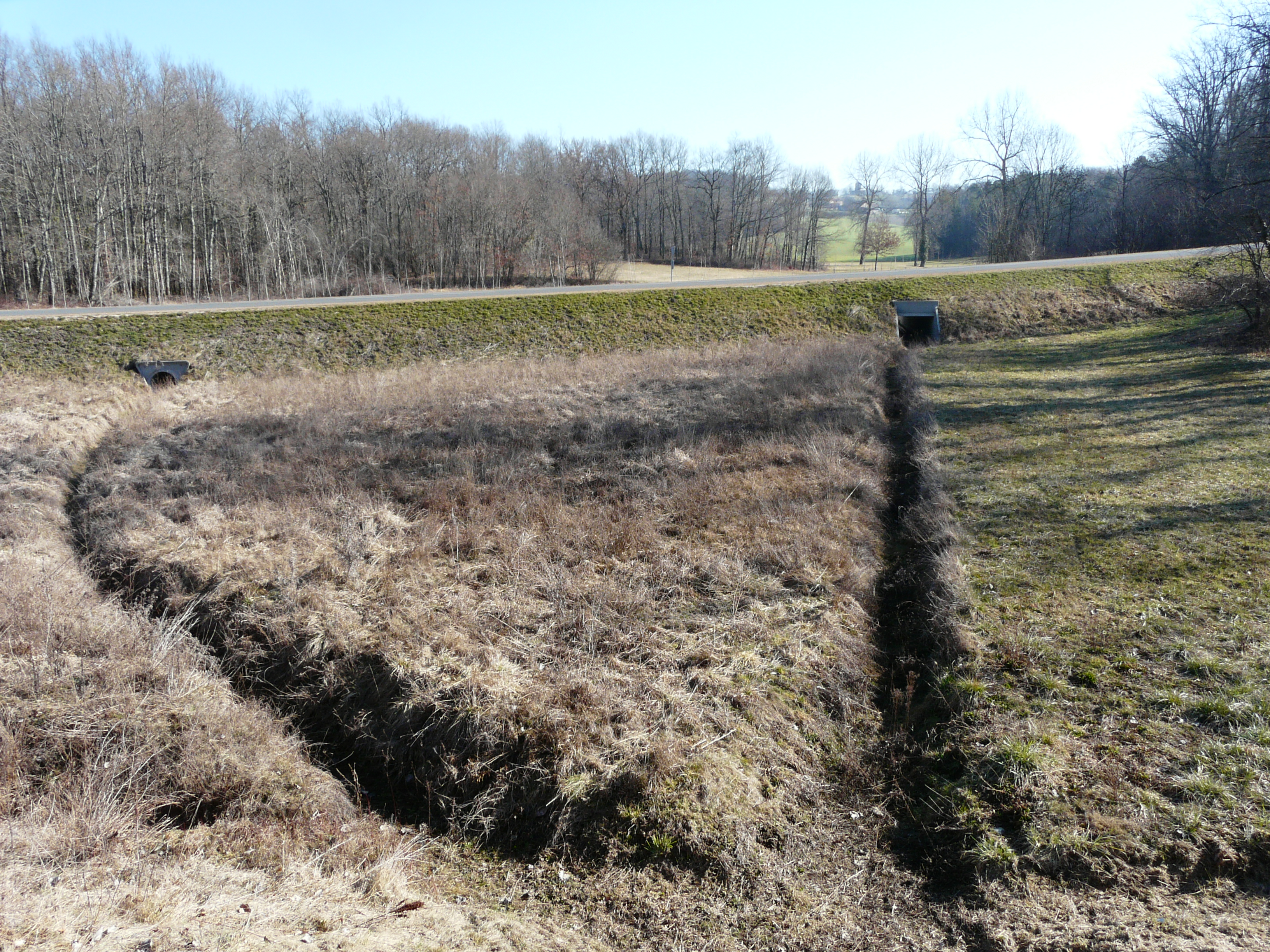
Ausgetrockneter Pré Pinson oberhalb der D 939
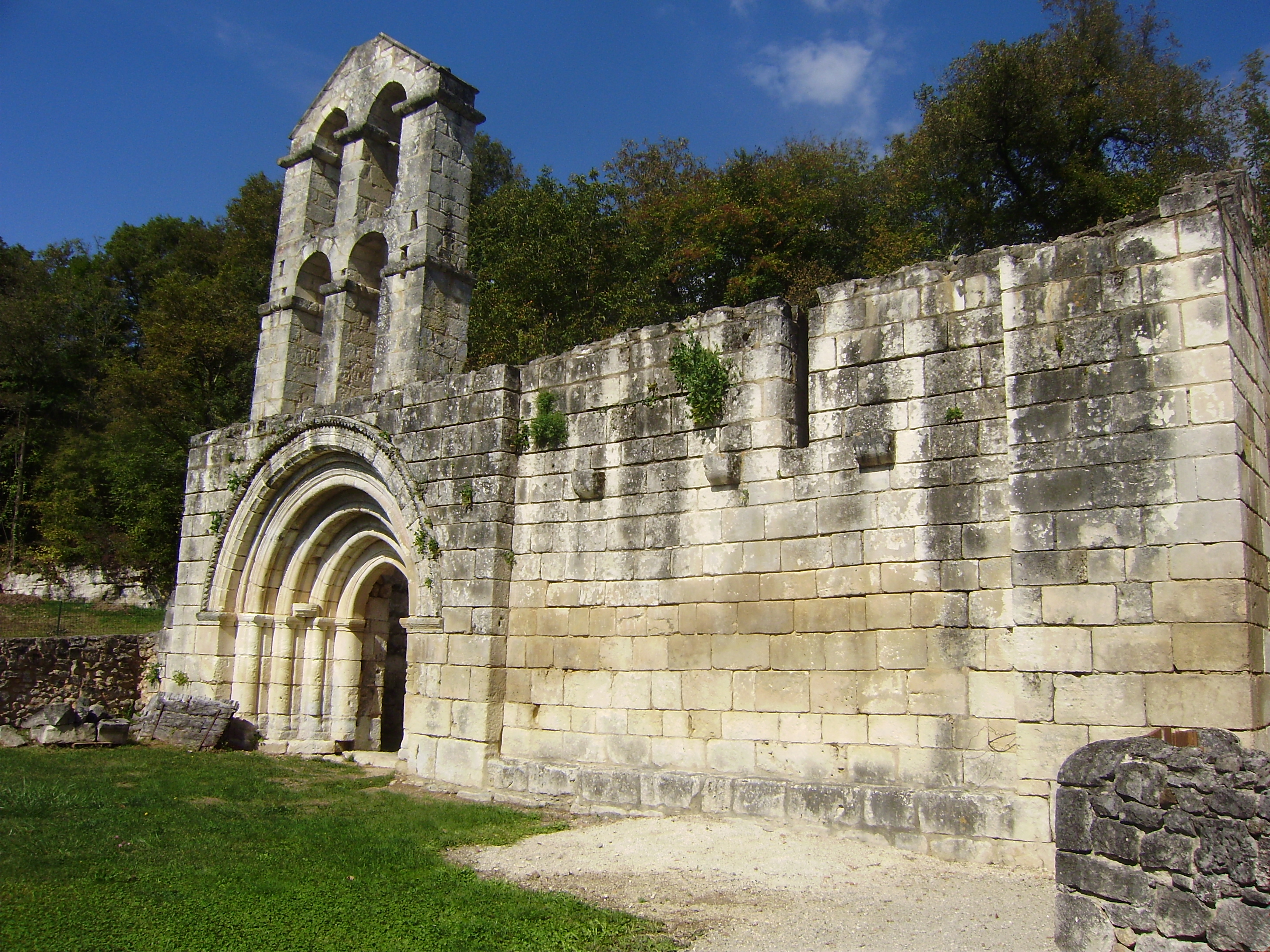
Ruine des Benediktinerpriorats in Belaygue
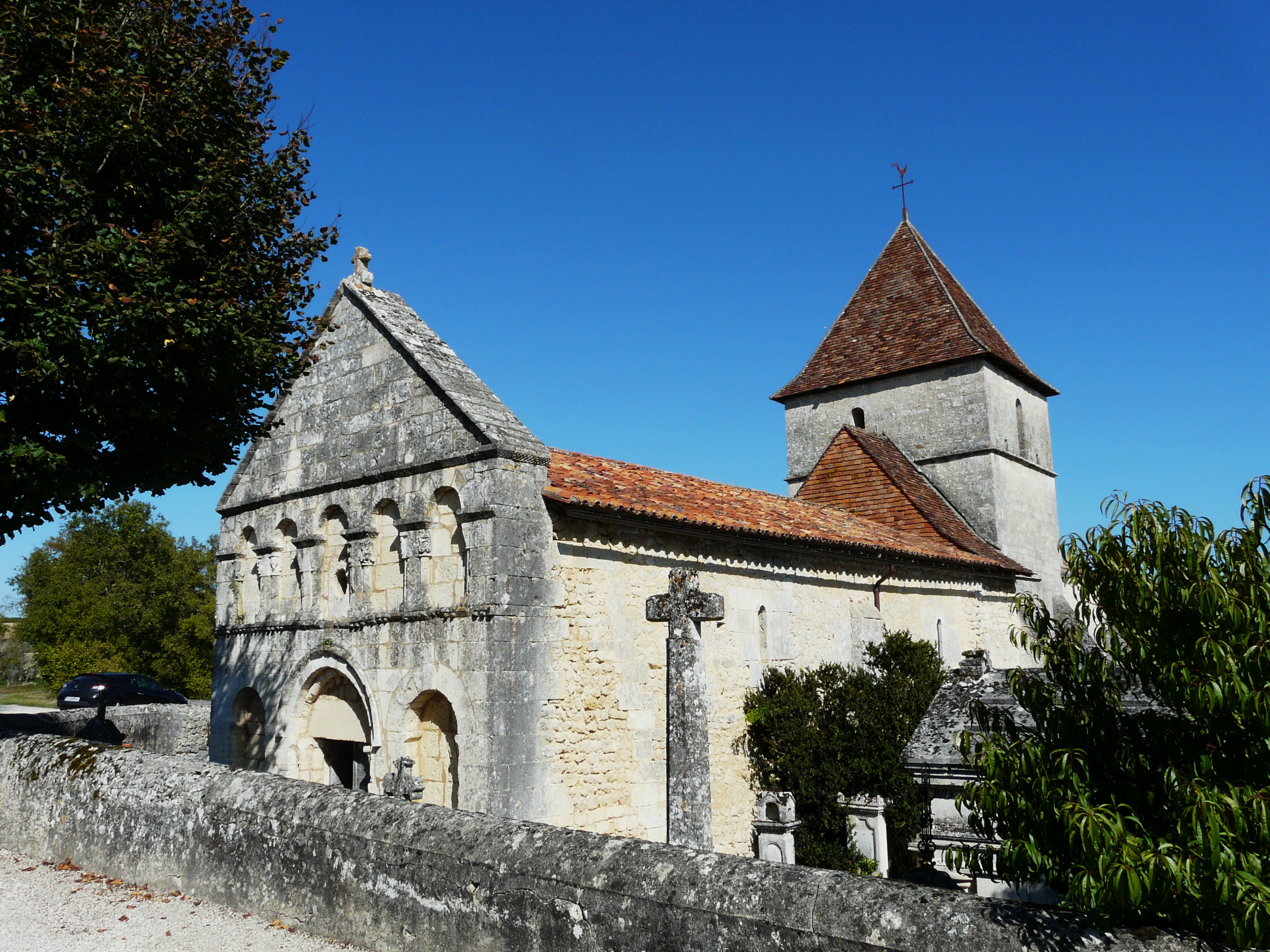
Die romanische Ortskirche in Boulouneix
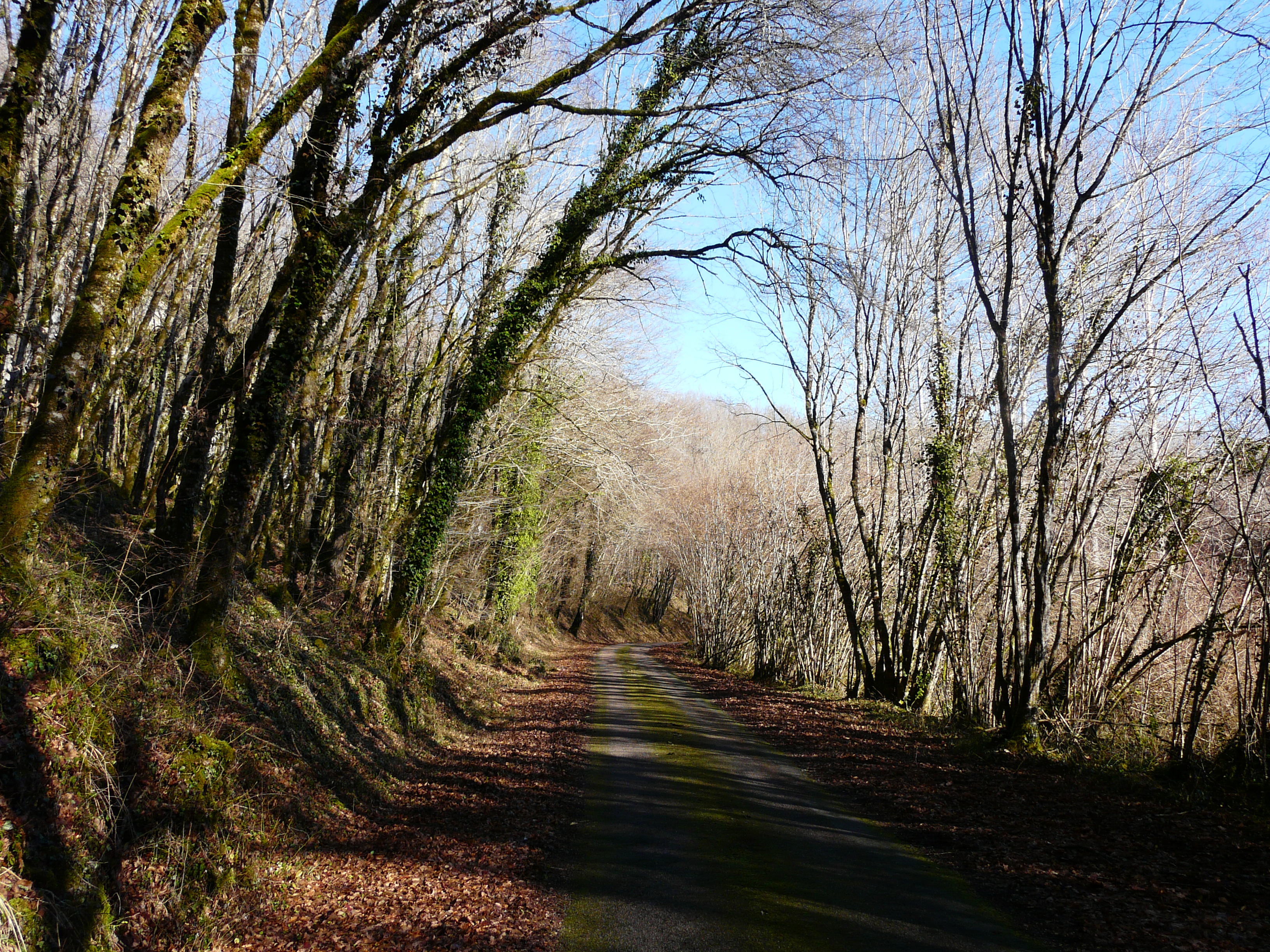
Straße am Belaygue unterhalb von Le Bernard
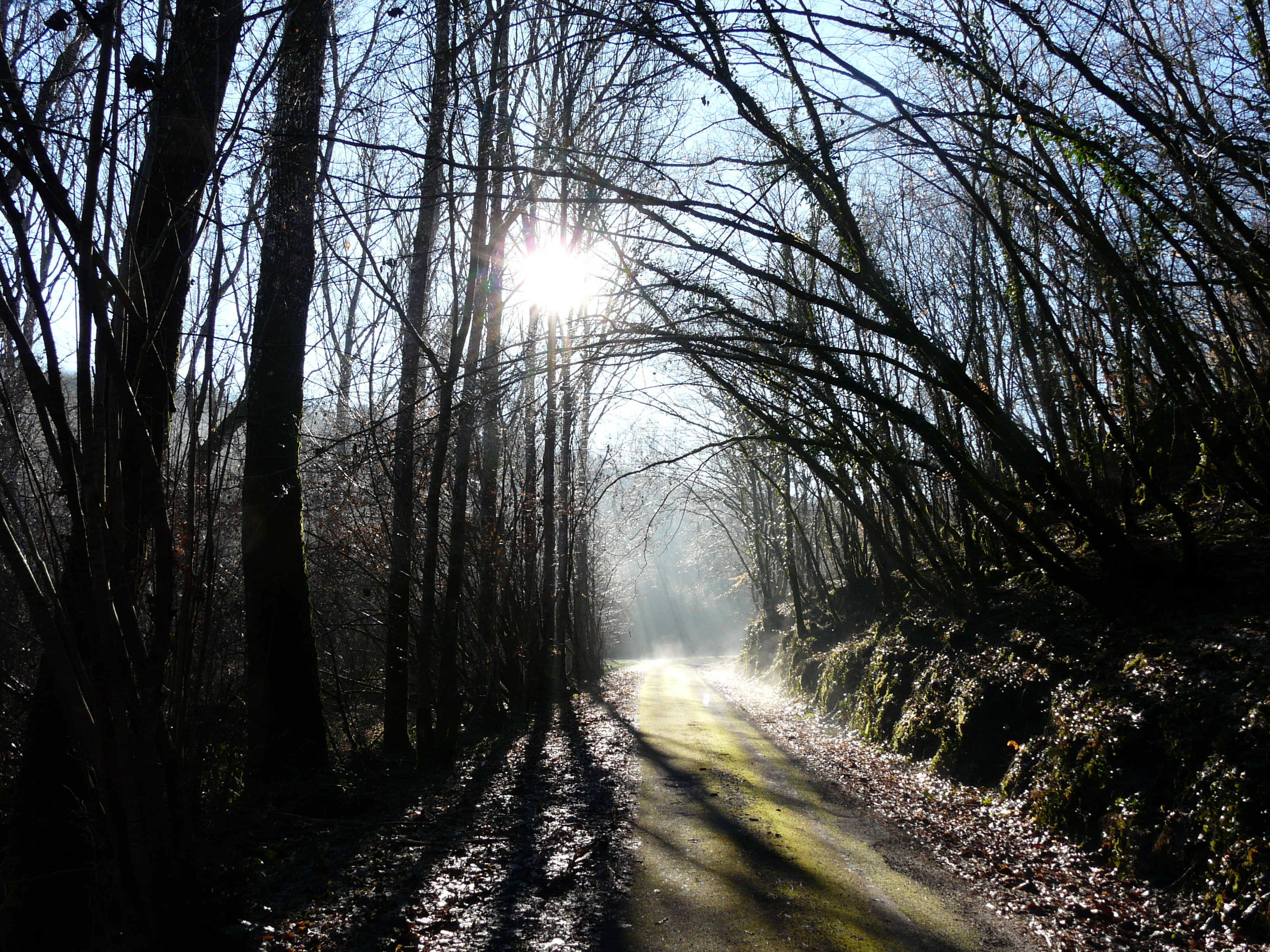
Zufahrtsweg hinab zum Belaygue bei Le Bernard